# Västerdalälven
Västerdalälven er en flod i den vestlige del af Dalarna i Sverige med en længde på 315 km inklusive kildefloder. Västerdalälven opstår ved sammenløbet af Görälven og Fuluälven og løber sammen med Österdalälven ved Djurås og danner dermed Dalälven, Sveriges tredjestørste flod. I ældre tid var det lokale navn "Ljuran", der kommer af et ældre ord for "bred" eller "vid". Västerdalälvens største biflod er Vanån.

## Billeder
- Fänforsen, nær Björbo
- Bro over Västerdalälven, Vansbro
- Vemforsen, ved Malung

## Eksterne kilder og henvisninger
1. ↑  "Vattendragsregister (SMHI)" (PDF). Arkiveret (PDF) fra originalen 21. juli 2006. Hentet 21. juli 2006.

- Wikimedia Commons har flere filer relateret til Västerdalälven

60°26′59″N 14°45′35″Ø / 60.44972°N 14.75972°Ø